# 利息保障倍数
利息保障倍数，也称已获利息倍数，是指息税前利润对利息费用的倍数。利息保障倍数被认为是分析企业长期偿债能力的指标，利息保障倍数越大，说明企业通过營運利润来支付利息费用的能力越强；反之，则说明企业的债务压力越大。利息保障倍数通常在1.5以上，如果利息保障倍数低于1，则说明该公司利润甚至不足以支付利息。

## 公式
| 利息保障倍数＝ | 稅息前利潤 | ×100% |
| 利息保障倍数＝ | 利息费用   | ×100% |